# بيتر هوفمان (مغني)
بيتر هوفمان (بالألمانية: Peter Hofmann)‏ هو مغني ومغني أوبرا ألماني، ولد في 12 أغسطس 1944 في ماريانسكي لازني في التشيك، وتوفي في 30 نوفمبر 2010 في فونزيدل في ألمانيا بسبب ذات الرئة.

## وصلات خارجية
- بيتر هوفمان على موقع IMDb (الإنجليزية)
- بيتر هوفمان على موقع مونزينجر (الألمانية)
- بيتر هوفمان على موقع ميوزك برينز (الإنجليزية)
- بيتر هوفمان على موقع أول ميوزيك (الإنجليزية)
- بيتر هوفمان على موقع ديسكوغز (الإنجليزية)
- بيتر هوفمان على موقع قاعدة بيانات الفيلم (الإنجليزية)